# David Acevedo
David Acevedo (* 20. Februar 1937) ist ein ehemaliger argentinischer Fußballspieler. Mit der Nationalmannschaft seines Heimatlandes nahm er an der Fußball-Weltmeisterschaft 1958 teil.

## Karriere

### Vereinskarriere
David Acevedo begann seine fußballerische Laufbahn im Jahre 1956 bei CA Independiente in Avellaneda, einem industriellen Vorort von Argentiniens Hauptstadt Buenos Aires. Er spielte fast während seiner gesamten Karriere für Independiente, erst 1969 verließ er den Verein in Richtung CA Banfield, wo er noch im gleichen Jahr seine Karriere beendete. Mit Independiente gewann David Acevedo, der auf der Position eines Abwehrspielers agierte, dreimal die argentinische Fußballmeisterschaft. Erstmals siegreich war Acevedo zusammen mit Independiente im Jahre 1960, als die Mannschaft um argentinische Fußballgrößen wie Roberto Ferreiro, José Varacka oder eben Acevedo in der Primera División den ersten Platz mit zwei Punkten Vorsprung auf CA River Plate belegte. Drei Jahre darauf, 1963 gelang der zweite Titelgewinn. Erneut vor River Plate wurde wieder der erste Platz belegt. Durch diesen Titelgewinn war Independiente zur Teilnahme an der Copa Libertadores 1964, damals noch unter dem Namen Copa Campeones de América bekannt, berechtigt. Das Turnier wurde von Independiente siegreich gestaltet. Im Endspiel war man gegen Nacional Montevideo aus Uruguay erfolgreich und konnte erstmals die Copa Libertadores gewinnen. Dieser Titel in der Copa Libertadores war der Beginn einer Erfolgsgeschichte in diesem Wettbewerb, denn bis heute gewann Independiente sieben Mal die Copa Libertadores, womit der Verein Rekordhalter ist. Acevedo kam sowohl bei dem Titelgewinn 1964 als auch dem von 1965 in den Finalspielen von Independiente gegen Nacional Montevideo beziehungsweise CA Peñarol zum Einsatz, ein Torerfolg gelang ihm jedoch nicht. 1967 gewann David Acevedo seinen letzten Titel mit Independiente, als in der ersten Liga in Argentinien der erste Rang mit zwei Zählern vor Estudiantes de La Plata belegt wurde. Nachdem er 1969 zu CA Banfield gewechselt war, beendete er dort noch im gleichen Jahr seine aktive Karriere mit 32 Jahren.

### Nationalmannschaft
In der argentinischen Fußballnationalmannschaft wurde David Acevedo fünfmal eingesetzt. Alle diese Einsätze entfielen auf das Jahr 1967. Ohne ein Länderspiel absolviert zu haben, wurde er von Argentiniens Nationalcoach Guillermo Stábile ins Aufgebot der Südamerikaner für die Fußball-Weltmeisterschaft 1958 in Schweden berufen. Bei dem Turnier wurde er jedoch nicht eingesetzt. Währenddessen endete die Weltmeisterschaft für die argentinische Mannschaft bereits nach der Vorrunde durch einen letzten Platz in der Gruppe 1.